# Pjatakov-Abkommen
Das Pjatakov-Abkommen war ein 1931 geschlossener Wirtschaftsvertrag zwischen Georgi Leonidowitsch Pjatakow als Vertreter der Sowjetregierung und deutschen Industriellen über den Kauf von Maschinen und Ausrüstungen zur Industrialisierung der Sowjetunion.

## Das Abkommen
Die Initiative zum Abkommen ging von der Sowjetunion aus, die Anfang 1931 auf Anregung und Leitung des Volkskommissars für die Schwerindustrie Grigori Konstantinowitsch Ordschonikidse führende Vertreter der deutschen Industrie einlud. Vom 26. Februar bis 9. März 1931 reiste daraufhin eine 17-köpfige Industriedelegation nach Moskau. Darunter waren Peter Klöckner als Delegationsleiter, Wolfgang Reuter, Conrad von Borsig, Karl Köttgen, Ernst Poensgen, Arthur Klotzbach und Walter Borbet.
Die Verhandlungen fanden am 10. bis zum 14. April 1931 in Berlin statt. Am 14. April wurde es unterzeichnet. Von deutscher Seite unterzeichneten Hans Kraemer, Karl Köttgen und Wolfgang Reuter
Die UdSSR sagte zu, zwischen 15. April und 31. August 1931 zusätzliche Bestellungen im Wert von 300 Millionen Reichsmark bei deutschen Elektro-, Maschinen- und Metallfirmen zu tätigen. Die Firmen konnte sie sich frei aussuchen. Man einigte sich auf eine Anzahlung von 20 % und eine Kreditfrist von 28,8 Monaten.
Das Jahr 1931 wurde zu einem Rekordjahr für den deutsch-sowjetischen Handel, die Bestellungen stiegen gegenüber dem Vorjahr um 62,3 % und erreichten die Höhe von 919,3 Millionen Mark.
| Dampf- und Gasturbinen, Dampfpressen versch. Art    | 90 % |
| Kräne und Lokomobile                                | 80 % |
| Metallbearbeitungsmaschinen                         | 70 % |
| Träger, Bagger, Dynamomaschinen usw.                | 60 % |
| Formeisen, Nickel, Metallgebläse, Ventilatoren usw. | 50 % |

Die amerikanischen Werkzeugmaschinen-Exporte in die Sowjetunion machten 1931 bis 1934 29,7 Millionen Dollar aus, die britischen zwischen 1930 und 1935 27,1 Millionen Dollar, die deutschen dagegen im selben Zeitraum 141,5 Millionen Dollar.
Der deutsche Botschafter in Moskau Herbert von Dirksen, der maßgeblich am Zustandekommen des Abkommens beteiligt war, schrieb am 25. Februar 1931 an Bernhard Wilhelm von Bülow, das Russland auf absehbare Zeit der „einzige große und einzig noch freie Absatzmarkt“ sein wird, diesen müsse man durch „Lieferung von Maschinen und von Spezialisten, die beide mit Naturnotwendigkeit eine gewisse Bindung der Sowjetwirtschaft an die unsere herbeiführen“, sichern. In seinen Memoiren schrieb Dirksen, dass er damals glaubte, dass die Sowjetunion hinsichtlich der Ersatzteile von Deutschland abhängig sein werde und es nicht schaffen würde, selbst modernere Maschinen zu bauen, und diese dann immer wieder in Deutschland kaufen werde. Außerdem würde die Sowjetunion in politische Berührung mit der Außenwelt kommen. Die deutschen Ingenieure in der Sowjetunion stellten laut ihm eine ausgezeichnete Informationsquelle dar, so dass kein Land vorher und nachher ein so eingehendes Informationsmaterial verfügte wie Deutschland in diesen Jahren.

## Öffentliche Reaktion
Während industrienahe Zeitungen das „Russen-Geschäft“ lobten, wurde es von der katholischen, sozialdemokratischen, nationalsozialistischen und der Hugenberg-Presse heftig kritisiert. Der Vorwärts war empört über die Propagandahilfe für die KPD. Die katholischen Zeitungen fanden Geschäfte mit der Sowjetunion wegen der Religionsverfolgungen unmoralisch, die rechte Presse beklagte die Erhöhung der Gefahr eines sowjetischen Überfalls auf Europa durch Stärkung des sowjetischen Rüstungspotenzials.

## Beurteilung
Für Thomas Weingartner verfolgte die sowjetische Führung mit dem Abkommen das Ziel, Deutschland wirtschafts- und kreditpolitisch langfristig an die Sowjetunion zu binden. Rolf-Dieter Müller urteilt, dass diese sowjetischen Aufträge die deutsche Rüstungsindustrie vor dem Bankrott retteten und der Reichsbank eine Valutareserve verschafften, und damit Hitlers Aufrüstungspolitik überhaupt erst möglich machten. Der marxistische Historiker Günter Rosenfeld schreibt, dass die für Friedliche Koexistenz wirkenden Faktoren im Jahre 1931 stärker waren als die „antisowjetische Interventions- und Blockadepolitik“, außerdem habe die Verschärfung der Widersprüche im imperialistischen Lager durch die Weltwirtschaftskrise die Bildung einer Antisowjetfront verhindert. Hinter dem Motiv stand auch das Konzept der „Entbolschewisierung“ Russlands durch wirtschaftliche und kulturelle Durchdringung. Gustav Stresemann äußerte dazu in einem Gespräch mit Austen Chamberlain und Aristide Briand am 14. Juni 1927, dass er „Jede Idee eines Kreuzzuges gegen Rußland“ für „töricht und unsinnig“ halte, man müsse vielmehr Russlands Wirtschaft „so eng mit dem kapitalistischen System der westeuropäischen Mächte“ verknüpfen, dass der Weg für eine Evolution in Russland geebnet werde. Die Evolution des bolschewistischen Systems wurde von der deutschen Wirtschaft als unausweichlicher Prozess betrachtet, da alle Vertreter der Wirtschaft die Auffassung teilten, dass das bolschewistische Experiment in kurzer Zeit zum Scheitern verurteilt sei. In diese Evolution wollte man sich einschalten und sie im deutschen Sinne beeinflussen. Doch das stalinistische System verschloss sich weitgehend gegen die wirtschaftlichen Infiltrationsversuche.